# The Salsoul Orchestra
The Salsoul Orchestra est un groupe de musiciens de session américain formé en 1974 et s'est dissous en 1982. Il a servi de groupe d'accompagnement pour des artistes du label new-yorkais Salsoul Records et, sous son propre nom, plusieurs singles et albums à succès ont été enregistrés entre 1975 et 1982.

## Histoire
The Salsoul Orchestra est formé en 1974.  Son style musical se caractérise par des éléments de Philadelphia soul, de funk, de musique latine et de disco. Il comptait jusqu'à cinquante membres et a été créé et dirigé par le musicien philadelphien Vincent Montana, Jr. pour le label Salsoul Records. Montana a écrit, arrangé, dirigé, produit et joué sur tous les titres de l'orchestre jusqu'en 1978,.
Le groupe est initialement composé de la plupart des membres originaux du groupe MFSB, qui avaient rejoint Salsoul Records à la suite d'un désaccord avec les producteurs Kenny Gamble et Leon Huff pour des raisons financières. D'autres membres ont commencé à se produire sous le nom de The Ritchie Family et de John Davis and the Monster Orchestra.
Les principaux succès du Salsoul Orchestra sont Salsoul Hustle sorti en 1975, la version disco retravaillée du standard de jazz Tangerine (en) en 1976 et Nice 'N' Naasty plus tard dans la même année. Les singles Getaway (reprise du groupe Earth, Wind & Fire) et Run Away, avec Loleatta Holloway, rencontrent également un succès important dans le hit-parade disco américain,. Le groupe s'est dissous en 1982.

## Discographie

### Albums studio
| 1975                                                                | The Salsoul Orchestra     | 14  | 20 | 47 |
| 1976                                                                | Nice 'n' Naasty           | 61  | 23 | —  |
| 1976                                                                | Christmas Jollies (en)    | —   | 38 | —  |
| 1977                                                                | Magic Journey             | 61  | 51 | —  |
| 1977                                                                | Cuchi-Cuchi (avec Charo)  | 100 | —  | —  |
| 1978                                                                | Up the Yellow Brick Road  | 117 | 52 | —  |
| 1978                                                                | How Deep Is Your Love     | —   | —  | —  |
| 1979                                                                | Street Sense              | —   | —  | —  |
| 1979                                                                | How High                  | 201 | —  | —  |
| 1981                                                                | Christmas Jollies II (en) | 170 | —  | —  |
| 1982                                                                | Heat It Up                | —   | —  | —  |
| « — » indique que l'album ne s'est pas classé dans le pays indiqué. |                           |     |    |    |

### Compilations
| 1978                                                                | Greatest Disco Hits: Music for Non-Stop Dancing          | 97 | Salsoul     |
| 1994                                                                | Anthology                                                | —  | Salsoul     |
| 2005                                                                | The Anthology                                            | —  | Suss'd      |
| 2010                                                                | The Salsoul Orchestra Story: 35th Anniversary Collection | —  | Groove Line |
| « — » indique que l'album ne s'est pas classé dans le pays indiqué. |                                                          |    |             |

### Singles
| 1975                                                                                     | I Just Can't Give You Up (avec Floyd Smith)    | —   | —  | —  | —  | —  | —  |
| 1975                                                                                     | Salsoul Hustle                                 | 76  | 44 | 4  | —  | —  | —  |
| 1976                                                                                     | Tangerine (en)                                 | 18  | 36 | 4  | 21 | 21 | —  |
| 1976                                                                                     | You're Just the Right Size                     | 88  | 76 | 4  | —  | —  | —  |
| 1976                                                                                     | Nice 'n' Naasty                                | 30  | 20 | 3  | 87 | —  | —  |
| 1977                                                                                     | Ritzy Mambo                                    | 99  | —  | 3  | —  | —  | —  |
| 1977                                                                                     | Short Shorts                                   | 106 | —  | —  | —  | —  | —  |
| 1977                                                                                     | Getaway                                        | —   | 33 | 3  | —  | —  | —  |
| 1977                                                                                     | Run Away (featuring Loleatta Holloway)         | —   | 84 | 3  | —  | —  | —  |
| 1977                                                                                     | Magic Bird of Fire                             | —   | —  | 3  | —  | —  | —  |
| 1977                                                                                     | Dance a Little Bit Closer (avec Charo)         | 104 | —  | 18 | —  | —  | 44 |
| 1977                                                                                     | We Wish You a Merry Christmas                  | —   | —  | —  | —  | —  | —  |
| 1978                                                                                     | West Side Encounter / West Side Story (medley) | —   | 68 | 13 | —  | —  | —  |
| 1978                                                                                     | Ease on Down the Road                          | —   | —  | 13 | —  | —  | —  |
| 1978                                                                                     | Fiddler on the Roof (medley)                   | —   | —  | 13 | —  | —  | —  |
| 1978                                                                                     | Sgt. Pepper's Lonely Hearts Club Band          | —   | —  | —  | —  | —  | —  |
| 1978                                                                                     | The Little Drummer Boy                         | —   | —  | —  | —  | —  | —  |
| 1979                                                                                     | Sun After the Rain                             | —   | —  | —  | —  | —  | —  |
| 1979                                                                                     | Street Sense                                   | —   | —  | 40 | —  | —  | —  |
| 1979                                                                                     | 212 North 12th                                 | —   | —  | 40 | —  | —  | —  |
| 1979                                                                                     | How High (featuring Cognac)                    | 105 | 66 | 21 | —  | —  | —  |
| 1981                                                                                     | Deck the Halls                                 | —   | —  | —  | —  | —  | —  |
| 1982                                                                                     | Take Some Time Out (For Love)                  | —   | 52 | 46 | —  | —  | —  |
| 1982                                                                                     | Seconds (featuring Loleatta Holloway)          | —   | —  | 22 | —  | —  | —  |
| 1983                                                                                     | Ooh, I Love It (Love Break)                    | —   | —  | 19 | —  | —  | 83 |
| « — » indique que le single ne s'est pas classé ou n'est pas sorti dans le pays indiqué. |                                                |     |    |    |    |    |    |